# Nanumanga

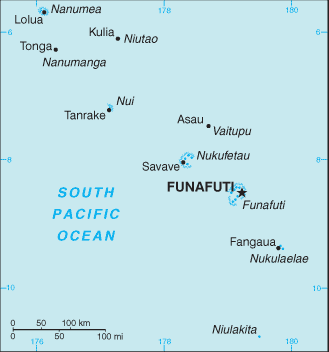
Lägeskarta

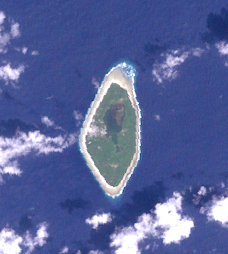
Nanumanga

Nanumanga (tuvaluanska  Nanumanga, även Nanumaga) är en ö i Tuvalu i sydvästra Stilla havet.

## Geografi
Nanumanga ligger cirka 390 km nordväst om Funafuti.
Ön är av vulkaniskt ursprung och har en areal om cirka 2,78 km² med en längd på cirka 3 km och är cirka 1,5 km bred . Ön omges av ett korallrev.
Den högsta höjden är på endast några m ö.h. Ön har några små saltvattensjöar där Vaiatoa på öns norra del är den största.
Befolkningen uppgår till cirka 590 invånare  där cirka 300 bor i huvudorten Tonga (även Toga) på öns västra del och i de större byarna Tokelau och Lemuli. Förvaltningsmässigt utgör ön ett eget "Island council" (distrikt).
Ön kan endast nås med fartyg då den saknar flygplats.

## Historia
Tuvaluöarna beboddes av polynesier sedan 1000-talet f.Kr..
Den spanske upptäcktsresanden Francisco Antonio Maurelle blev den 5 maj 1781 den förste europé att besöka Nanumanga som han då namngav till Isla de Cocal.
Tuvaluöarna hamnade 1877 under brittisk överhöghet där de i oktober 1892  deklarerades ett brittiskt protektorat och införlivades i Gilbert och Elliceöarna och från 1916 blev området en egen koloni.
1986 upptäcktes undervattensgrottor, de så kallade Fire Caves of Nanumaga, utanför öns norra del på cirka 40 meters djup.